# Barybaena tibialis
Barybaena tibialis es un coleóptero de la familia Chrysomelidae.
Fue descrita científicamente por primera vez en 2003 por Erber & Medvedev.